# Stor-Gäddtjärnen (Dorotea socken, Lappland)
Stor-Gäddtjärnen är en sjö i Dorotea kommun i Lappland och ingår i Ångermanälvens huvudavrinningsområde. Sjön har en area på 0,0337 kvadratkilometer och ligger 393,8 meter över havet. Sjön avvattnas av vattendraget Kvarnbäcken.

## Delavrinningsområde
Stor-Gäddtjärnen ingår i det delavrinningsområde (716536-149840) som SMHI kallar för Mynnar i Näsåns vattendragsyta. Medelhöjden är 409 meter över havet och ytan är 24,82 kvadratkilometer. Det finns inga avrinningsområden uppströms utan avrinningsområdet är högsta punkten. Kvarnbäcken som avvattnar avrinningsområdet har biflödesordning 4, vilket innebär att vattnet flödar genom totalt 4 vattendrag innan det når havet efter 252 kilometer. Avrinningsområdet består mestadels av skog (90 procent). Avrinningsområdet har 0,04 kvadratkilometer vattenytor vilket ger det en sjöprocent på 0,1 procent.